# Баршев, Владимир Сергеевич
Владимир Сергеевич Баршев (1854—1906) — русский юрист, политик, депутат Государственной думы I созыва от Московской губернии.

## Биография
Родился в 1854 году в семье правоведа С. И. Баршева, ректора Московского университета в 1863—1870 годах.
Окончил юридический факультет Московского университета, после чего начал службу по судебному ведомству: в 1878 году — товарищ прокурора Пензенского окружного суда; в 1891 году оставил службу будучи товарищем прокурора московского окружного суда. Был гласным губернского земского собрания. Старшина Московского биржевого комитета. В 1904—1906 годах — член совета Московского купеческого банка. C 1905 года депутат дворянства Серпуховского уезда. В 1905 году был избран гласным Московской городской думы.
- В 1904—1906 годах член Совета Московского купеческого банка.
- Председатель и член нескольких благотворительных обществ.
- Почётный мировой судья.
- Директор правления и директор фабрики Товарищества мануфактур Н. Н. Коншина в Серпухове.

Принадлежавшая Баршеву недвижимость оценивалась в 114 тысяч рублей. Один из учредителей Торгово-промышленной партии (ТПП). Статский советник.
Был избран 26 марта 1906 года в Государственную думу I созыва от общего состава выборщиков Московского губернского избирательного собрания. Единственный прошедший в Думу от ТПП. Вошёл в группу партии Мирного обновления. Участвовал в прениях по докладу Аграрной комиссии и о правительственном сообщении по аграрному вопросу.
Умер 13 (26) сентября 1906 года. Похоронен вместе с женой на кладбище Донского монастыря.
После смерти Баршева Н. Н. Коншин был обеспокоен управлением фабрик, так как в Правлении оставался только его сын Сергей (1863—1911) и он сам. В марте 1907 года он призвал вновь вернуться на фабрики ещё одного сына Александра (1867—?), в мае того же года пригласил другого близкого родственника, тестя своего сына Сергея, А. Ф. Второва, который вместо себя направил сына, Н. А. Второва.

## Семья
Жена, Капитолина Николаевна (1856—1912) — дочь от первого брака Н. Н. Коншина (1831—1918) с Александрой Яковлевной Каратаевой (19.02.1835—18.10.1856). Капитолина Николаевна до этого была замужем за Митрофаном Ивановичем Ушаковым, у них родились две дочери: Александра, в 1-м замужестве Кожевникова, во 2-м замужестве Лемкуль, в 3-м Кондратьева, и Елизавета, в замужестве Аристархова. Второй её брак — с В.С. Баршевым — был бездетным.